# Straat Cook
De Straat Cook (Engels: Cook Strait, Maori: Raukawa Moana) is de zeestraat die het Noordereiland en het Zuidereiland van Nieuw-Zeeland van elkaar scheidt. Ze is vernoemd naar James Cook die er als eerste Europeaan met een schip doorheen voer.
Aan de oostzijde van de straat ligt de haven van Wellington. Ten westen liggen de Marlborough Sounds. Op het smalste punt, dat zich tussen Cape Terawhiti en Perano Head bevindt, is de straat 24 km breed. Opmerkelijk is dat Perano Head op het Zuidereiland noordelijker ligt dan het op het Noordereiland gelegen Cape Terawhiti.
Er zijn regelmatige veerdiensten tussen Wellington en Picton dat aan het begin van de Marlborough Sounds ligt. De overtocht duurt 3 uur en 15 minuten.